# Luzule nivale
Luzula nivea
Espèce
Classification APG III (2009)
La Luzule nivale (Luzula nivea), également appelée Luzule blanc de neige ou Luzule couleur de neige, est une plante herbacée vivace du genre Luzula et de la famille des Juncaceae.

## Habitat
Clairières, bois clairs et humides. La Luzule nivale est une plante montagnarde qu'on rencontre en particulier en lisière et dans les clairières des hêtraies et des hêtraies-sapinières d'altitude.

## Répartition
Alpes, Massif central, Pyrénées, nord des Apennins.

## Description
Plante vivace, persistante,  bien rustique, à port légèrement étalé, formant une touffe légère. Jusqu'à 60 cm de hauteur et d'un étalement d'environ 45cm. Bouquets de feuilles basales étalées, de 10 à 30 cm de long, vert foncé. Feuilles caulinaires de 5 à 20 cm de long. Floraison de panicules retombantes en juin/juillet. Les fleurs sont blanc pur, luisantes et regroupées par vingt environ, en bouquets serrés.

## Usages
Cette plante peut convenir pour la réalisation de bouquets secs. Elle est cultivée comme plante d'ornement.